# Copa América Centenario
La Copa América Centenario és una edició especial de la Copa Amèrica, la principal competició futbolística entre seleccions nacionals de l'Amèrica del Sud i la més antiga del món encara vigent. El torneig és organitzat per la CONMEBOL i la CONCACAF, en celebració del centenari de creació de la primera, i té lloc del 3 al 26 de juny, als Estats Units.
L'esdeveniment va ser anunciat oficialment, conjuntament per la CONCACAF i la CONMEBOL, l'1 de maig del 2014. Encara que la competició va quedar compromesa pel Cas Fifagate, l'agost del 2015, el president de la CONMEBOL Juan Ángel Napout en va ratificar la realització. El setembre de 2015, es va confirmar que la seu de l'esdeveniment serien els Estats Units i que es mantindrien les seus de les dues següents edicions de la Copa Amèrica: el Brasil el 2019 i l'Equador el 2023.
És el primer torneig netament continental des del Campeonato Panamericano de Fútbol, disputat els anys 1952, 1956 i 1960. Alhora, serà la quarta vegada que la CONMEBOL realitza un dels seus torneigs als Estats Units, després que organitzés la Recopa Sud-americana els anys 1990, 2003 i 2004.
La Copa s'organitza com a part d'un acord entre la CONMEBOL i la CONCACAF, com una edició especial de la Copa Amèrica (45a edició des que es va crear, el 1916), que disputen 16 equips (en comptes dels 12 habituals), 10 de la CONMEBOL i 6 de la CONCACAF.
El 17 de desembre del 2015, es van confirmar els caps de grups, els estadis, les dates i els horaris dels partits.
El guanyador no es classificarà per la Copa Confederacions 2017, perquè Xile la disputarà com a campiona de la Copa Amèrica 2015.

## Organització

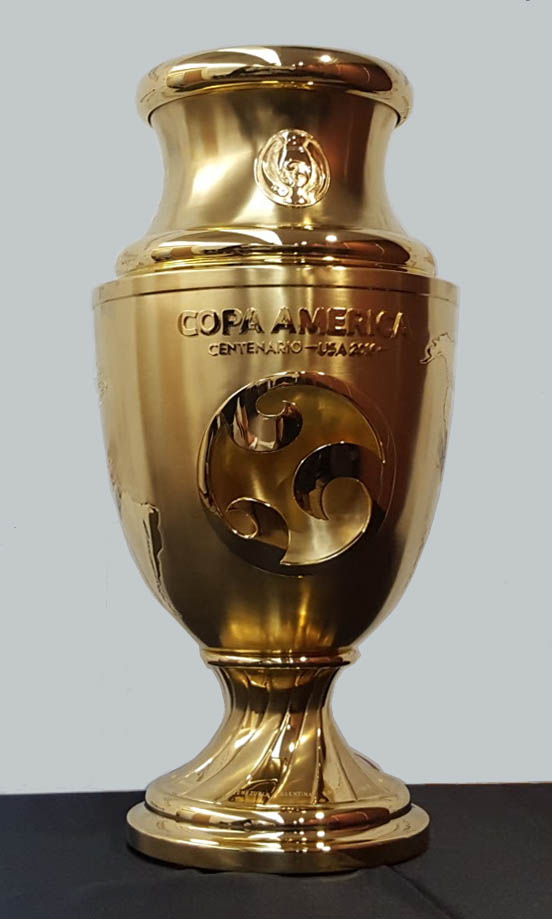
Trofeu dissenyat exclusivament per a aquesta edició.

### Seus
| Seattle, WA       | Chicago, IL                                                                                | Foxborough, MA                                                                             | East Rutherford, NJ     |
| ----------------- | ------------------------------------------------------------------------------------------ | ------------------------------------------------------------------------------------------ | ----------------------- |
| CenturyLink Field | Soldier Field                                                                              | Gillette Stadium                                                                           | MetLife Stadium         |
| Capacitat: 67.000 | Capacitat: 63.500                                                                          | Capacitat: 68.756                                                                          | Capacitat: 82.566       |
|                   |                                                                                            |                                                                                            |                         |
| Santa Clara, CA   | PasadenaGlendaleOrlandoHoustonSeattleChicagoSanta ClaraFiladèlfiaEast RutherfordFoxborough | PasadenaGlendaleOrlandoHoustonSeattleChicagoSanta ClaraFiladèlfiaEast RutherfordFoxborough | Philadelphia, PA        |
| Levi's Stadium    | PasadenaGlendaleOrlandoHoustonSeattleChicagoSanta ClaraFiladèlfiaEast RutherfordFoxborough | PasadenaGlendaleOrlandoHoustonSeattleChicagoSanta ClaraFiladèlfiaEast RutherfordFoxborough | Lincoln Financial Field |
| Capacitat: 68.500 | PasadenaGlendaleOrlandoHoustonSeattleChicagoSanta ClaraFiladèlfiaEast RutherfordFoxborough | PasadenaGlendaleOrlandoHoustonSeattleChicagoSanta ClaraFiladèlfiaEast RutherfordFoxborough | Capacitat: 69.176       |
|                   | PasadenaGlendaleOrlandoHoustonSeattleChicagoSanta ClaraFiladèlfiaEast RutherfordFoxborough | PasadenaGlendaleOrlandoHoustonSeattleChicagoSanta ClaraFiladèlfiaEast RutherfordFoxborough |                         |
| Pasadena, CA      | Glendale, AZ                                                                               | Houston, TX                                                                                | Orlando, FL             |
| Rose Bowl         | Estadi de la Universitat de Phoenix                                                        | NRG Stadium                                                                                | Citrus Bowl             |
| Capacitat: 92.542 | Capacitat: 63.400                                                                          | Capacitat: 71.795                                                                          | Capacitat: 60.219       |
|                   |                                                                                            |                                                                                            |                         |

## Equips participants
| CONMEBOL (10 teams) | CONCACAF (6 teams) |
| --- | --- |
| - Argentina - Bolívia - Brasil - Xile (Vigent campió de la Copa Amèrica) - Colòmbia - Equador - Paraguai - Perú - Uruguai - Veneçuela | - Estats Units (Amfitrió i classificat automàticament) - Mèxic (Classificat automàticament) - Costa Rica (Guanyador de la Copa Centreamericana 2014) - Jamaica (Guanyador de la Copa Caribenya 2014) - Haití (Classificat via play-offs) - Panamà (Classificat via play-offs) |

### Sorteig
El calendari del torneig va ser anunciat el 17 de desembre del 2015. Els Estats Units van quedar assignats al grup A, mentre que el Brasil, Mèxic i l'Argentina seran caps de sèrie dels grups B, C i D, respectivament.
El sorteig es va realitzar el diumenge 21 de febrer del 2016, a les 19:30 (UTC-5), al Hammerstein Ballroom de Nova York amb les quatre seleccions distribuïdes en quatre bombos: un pels caps de sèries, un per la resta d'equips de la CONCACAF, i dos més pels altres 8 equips de la CONMEBOL, dividits en base de la posició que ocupaven al rànquing FIFA de desembre de 2015.
Entre parèntesis, s'indica el lloc de cada selecció en el rànquing FIFA.
| Caps de sèrie                                                               | Bombo 2                                               | Bombo 3                                                   | Bombo 4                                                   |
| --------------------------------------------------------------------------- | ----------------------------------------------------- | --------------------------------------------------------- | --------------------------------------------------------- |
| Estats Units (32) (A) · Brasil (6) (B) · Mèxic (22) (C) · Argentina (2) (D) | Xile (5) · Colòmbia (8) · Uruguai (11) · Equador (13) | Costa Rica (37) · Haití (77) · Panamà (64) · Jamaica (54) | Bolívia (68) · Paraguai (46) · Perú (47) · Veneçuela (83) |

## Plantilles
Cada país presenta una selecció de 23 jugadors (tres dels quals han de ser porters).

## Fase de grups

### Grup A
| Pos | Equip               | PJ | PG | PE | PP | GF | GC | DG | Pts | Classificació                    |
| --- | ------------------- | -- | -- | -- | -- | -- | -- | -- | --- | -------------------------------- |
| 1   | Estats Units (H, A) | 3  | 2  | 0  | 1  | 5  | 2  | +3 | 6   | Passen a la fase d'eliminatòries |
| 2   | Colòmbia (A)        | 3  | 2  | 0  | 1  | 6  | 4  | +2 | 6   | Passen a la fase d'eliminatòries |
| 3   | Costa Rica (E)      | 3  | 1  | 1  | 1  | 3  | 4  | −1 | 4   |                                  |
| 4   | Paraguai (E)        | 3  | 0  | 1  | 2  | 1  | 3  | −2 | 1   |                                  |

| Estats Units | 0-2                                   | Colòmbia                            |
| ------------ | ------------------------------------- | ----------------------------------- |
|              | Detalls (CONMEBOL) Detalls (CONCACAF) | C. Zapata 8' · Rodríguez 42' (pen.) |

| Costa Rica | 0–0                                   | Paraguai |
| ---------- | ------------------------------------- | -------- |
|            | Detalls (CONMEBOL) Detalls (CONCACAF) |          |

| Estats Units                                        | 4–0                                   | Costa Rica |
| --------------------------------------------------- | ------------------------------------- | ---------- |
| Dempsey 9' (pen.) · Jones 37' · Wood 42' · Zusi 87' | Detalls (CONMEBOL) Detalls (CONCACAF) |            |

| Colòmbia                  | 2–1                                   | Paraguai  |
| ------------------------- | ------------------------------------- | --------- |
| Bacca 12' · Rodríguez 30' | Detalls (CONMEBOL) Detalls (CONCACAF) | Ayala 71' |

| Paraguai | 0-1                                   | Estats Units |
| -------- | ------------------------------------- | ------------ |
|          | Detalls (CONMEBOL) Detalls (CONCACAF) | Dempsey 26'  |

| Costa Rica | 3-2                                   | Colòmbia |
| ---------- | ------------------------------------- | -------- |
|            | Detalls (CONMEBOL) Detalls (CONCACAF) |          |

### Grup B
| Pos | Equip       | PJ | PG | PE | PP | GF | GC | DG  | Pts | Classificació                    |
| --- | ----------- | -- | -- | -- | -- | -- | -- | --- | --- | -------------------------------- |
| 1   | Perú (A)    | 3  | 2  | 1  | 0  | 4  | 2  | +2  | 7   | Passen a la fase d'eliminatòries |
| 2   | Equador (A) | 3  | 1  | 2  | 0  | 6  | 2  | +4  | 5   | Passen a la fase d'eliminatòries |
| 3   | Brasil (E)  | 3  | 1  | 1  | 1  | 7  | 2  | +5  | 4   |                                  |
| 4   | Haití (E)   | 3  | 0  | 0  | 3  | 1  | 12 | −11 | 0   |                                  |

| Brasil | 0–0                                   | Equador |
| ------ | ------------------------------------- | ------- |
|        | Detalls (CONMEBOL) Detalls (CONCACAF) |         |

| Haití | 0–1                                   | Perú         |
| ----- | ------------------------------------- | ------------ |
|       | Detalls (CONMEBOL) Detalls (CONCACAF) | Guerrero 61' |

| Brasil                                                                            | 7-1                                   | Haití        |
| --------------------------------------------------------------------------------- | ------------------------------------- | ------------ |
| Coutinho 14', 29', 90+2' · Renato Augusto 35', 86' · Gabriel 59' · Lucas Lima 67' | Detalls (CONMEBOL) Detalls (CONCACAF) | Marcelin 70' |

| Equador                       | 2–2                                   | Perú                  |
| ----------------------------- | ------------------------------------- | --------------------- |
| E. Valencia 39' · Bolaños 48' | Detalls (CONMEBOL) Detalls (CONCACAF) | Cueva 5' · Flores 13' |

| Perú        | 1-0                                   | Brasil |
| ----------- | ------------------------------------- | ------ |
| Ruidiaz 75' | Detalls (CONMEBOL) Detalls (CONCACAF) |        |

| Haití  | 0-4                                   | Equador                                                   |
| ------ | ------------------------------------- | --------------------------------------------------------- |
| 50,976 | Detalls (CONMEBOL) Detalls (CONCACAF) | E. Valencia 11' · Avoyí 20' · Noboa 57' · A. Valencia 78' |

### Grup C
| Pos | Equip         | PJ | PG | PE | PP | GF | GC | DG | Pts | Classificació                    |
| --- | ------------- | -- | -- | -- | -- | -- | -- | -- | --- | -------------------------------- |
| 1   | Mèxic (A)     | 3  | 2  | 1  | 0  | 6  | 2  | +4 | 7   | Passen a la fase d'eliminatòries |
| 2   | Veneçuela (A) | 3  | 2  | 1  | 0  | 3  | 1  | +2 | 7   | Passen a la fase d'eliminatòries |
| 3   | Uruguai (E)   | 3  | 1  | 0  | 2  | 4  | 4  | 0  | 3   |                                  |
| 4   | Jamaica (E)   | 3  | 0  | 0  | 3  | 0  | 6  | −6 | 0   |                                  |

| Mèxic                                              | 3–1                                   | Uruguai   |
| -------------------------------------------------- | ------------------------------------- | --------- |
| Á. Pereira 4' (p.p.) · Márquez 85' · Herrera 90+2' | Detalls (CONMEBOL) Detalls (CONCACAF) | Godín 74' |

| Jamaica | 0–1                                   | Veneçuela    |
| ------- | ------------------------------------- | ------------ |
|         | Detalls (CONMEBOL) Detalls (CONCACAF) | Martínez 15' |

| Mèxic                       | 2–0                                   | Jamaica |
| --------------------------- | ------------------------------------- | ------- |
| Hernández 18' · Peralta 81' | Detalls (CONMEBOL) Detalls (CONCACAF) |         |

| Uruguai | 0–1                                   | Veneçuela  |
| ------- | ------------------------------------- | ---------- |
|         | Detalls (CONMEBOL) Detalls (CONCACAF) | Rondón 36' |

| Veneçuela     | 1-1                                   | Mèxic      |
| ------------- | ------------------------------------- | ---------- |
| Velázquez 10' | Detalls (CONMEBOL) Detalls (CONCACAF) | Corona 80' |

| Jamaica | 0–3                                 | Uruguai                                             |
| ------- | ----------------------------------- | --------------------------------------------------- |
|         | Report (CONMEBOL) Report (CONCACAF) | Abel Hernández 21' · Watson 66' (p.p.) · Corujo 88' |

### Grup D
| Pos | Equip         | PJ | PG | PE | PP | GF | GC | DG | Pts | Classificació                    |
| --- | ------------- | -- | -- | -- | -- | -- | -- | -- | --- | -------------------------------- |
| 1   | Argentina (A) | 3  | 3  | 0  | 0  | 10 | 1  | +9 | 9   | Passen a la fase d'eliminatòries |
| 2   | Xile (A)      | 3  | 2  | 0  | 1  | 7  | 5  | +2 | 6   | Passen a la fase d'eliminatòries |
| 3   | Panamà (E)    | 3  | 1  | 0  | 2  | 4  | 10 | −6 | 3   |                                  |
| 4   | Bolívia (E)   | 2  | 0  | 0  | 2  | 2  | 7  | −5 | 0   |                                  |

| Argentina                 | 2–1                                   | Xile             |
| ------------------------- | ------------------------------------- | ---------------- |
| Di María 51' · Banega 59' | Detalls (CONMEBOL) Detalls (CONCACAF) | Fuenzalida 90+3' |

| Panamà         | 2–1                                   | Bolívia  |
| -------------- | ------------------------------------- | -------- |
| Pérez 11', 87' | Detalls (CONMEBOL) Detalls (CONCACAF) | Arce 54' |

| Argentina                                      | 5–0                                   | Panamà |
| ---------------------------------------------- | ------------------------------------- | ------ |
| Otamendi 7' · Messi 68', 78', 87' · Agüero 90' | Detalls (CONMEBOL) Detalls (CONCACAF) |        |

| Xile                     | 2–1                                   | Bolívia    |
| ------------------------ | ------------------------------------- | ---------- |
| Vidal 46', 90+10' (pen.) | Detalls (CONMEBOL) Detalls (CONCACAF) | Campos 61' |

| Bolívia | 0-3                                   | Argentina                             |
| ------- | ------------------------------------- | ------------------------------------- |
|         | Detalls (CONMEBOL) Detalls (CONCACAF) | Lamela 13' · Lavezzi 15' · Cuesta 32' |

| Panamà                  | 2-4                                   | Xile                               |
| ----------------------- | ------------------------------------- | ---------------------------------- |
| Camargo 5' · Arroyo 75' | Detalls (CONMEBOL) Detalls (CONCACAF) | Vargas 15', 43' · Sánchez 50', 89' |

## Eliminatòries

### Quadre
|  | Quarts de final           | Quarts de final   |                           |       | Semifinals   | Semifinals   |  |  | Final | Final |
|  |                           |                   |                           |       |              |              |  |  |       |       |
|  | 16 Juny – Seattle         |                   |                           |       |              |              |  |  |       |       |
|  |                           |                   |                           |       |              |              |  |  |       |       |
|  | Estats Units              | 2                 |                           |       |              |              |  |  |       |       |
|  | Estats Units              | 2                 | 21 Juny – Houston         |       |              |              |  |  |       |       |
|  | Equador                   | 1                 |                           |       |              |              |  |  |       |       |
|  | Equador                   | 1                 | Estats Units              | 0     |              |              |  |  |       |       |
|  | 18 Juny – Foxborough      |                   | Estats Units              | 0     |              |              |  |  |       |       |
|  |                           | Argentina         | 4                         |       |              |              |  |  |       |       |
|  | Argentina                 | Argentina         | 4                         | 4     |              |              |  |  |       |       |
|  | Argentina                 |                   | 26 Juny – East Rutherford | 4     |              |              |  |  |       |       |
|  | Veneçuela                 | 1                 |                           |       |              |              |  |  |       |       |
|  | Veneçuela                 | 1                 | Argentina                 | 0 (2) |              |              |  |  |       |       |
|  | 17 Juny – East Rutherford |                   | Argentina                 | 0 (2) |              |              |  |  |       |       |
|  |                           | Xile (pen.)       | 0 (4)                     |       |              |              |  |  |       |       |
|  | Perú                      | Xile (pen.)       | 0 (4)                     | 0 (2) |              |              |  |  |       |       |
|  | Perú                      | 22 Juny – Chicago |                           | 0 (2) |              |              |  |  |       |       |
|  | Colòmbia (pen.)           | 0 (4)             |                           |       |              |              |  |  |       |       |
|  | Colòmbia (pen.)           | 0 (4)             | Colòmbia                  | 0     |              |              |  |  |       |       |
|  | 18 Juny – Santa Clara     |                   | Colòmbia                  | 0     |              |              |  |  |       |       |
|  |                           | Xile              | 2                         |       | 3r i 4t lloc | 3r i 4t lloc |  |  |       |       |
|  | Mèxic                     | Xile              | 2                         | 0     | 3r i 4t lloc | 3r i 4t lloc |  |  |       |       |
|  | Mèxic                     |                   | 25 Juny – Glendale        | 0     |              |              |  |  |       |       |
|  | Xile                      | 7                 |                           |       |              |              |  |  |       |       |
|  | Xile                      | 7                 | Estats Units              | 0     |              |              |  |  |       |       |
|  |                           |                   |                           |       |              |              |  |  |       |       |
|  | Colòmbia                  | 1                 |                           |       |              |              |  |  |       |       |
|  | Colòmbia                  | 1                 |                           |       |              |              |  |  |       |       |

### Quarts de final
| Estats Units             | 2–1                                   | Equador    |
| ------------------------ | ------------------------------------- | ---------- |
| Dempsey 22' · Zardes 65' | Detalls (CONMEBOL) Detalls (CONCACAF) | Arroyo 74' |

| Perú                             | 0-0                                   | Colòmbia                                 |
| -------------------------------- | ------------------------------------- | ---------------------------------------- |
|                                  | Detalls (CONMEBOL) Detalls (CONCACAF) |                                          |
| Tanda de penals                  |                                       |                                          |
| Ruidíaz · Tapia · Trauco · Cueva | 2–4                                   | Rodríguez · Cuadrado · D. Moreno · Pérez |

| Argentina                                | 4-1                                   | Veneçuela  |
| ---------------------------------------- | ------------------------------------- | ---------- |
| Higuaín 8' (28) · Messi 60' · Lamela 71' | Detalls (CONMEBOL) Detalls (CONCACAF) | Rondón 70' |

| Mèxic | 0-7                                   | Xile                                                    |
| ----- | ------------------------------------- | ------------------------------------------------------- |
|       | Detalls (CONMEBOL) Detalls (CONCACAF) | Puch 16', 88' · Vargas 44', 52', 57', 74' · Sánchez 49' |

### Semifinals
| Estats Units | 0-4                                   | Argentina                                 |
| ------------ | ------------------------------------- | ----------------------------------------- |
|              | Detalls (CONMEBOL) Detalls (CONCACAF) | Lavezzi 3' · Messi 32' · Higuaín 50', 86' |

| Colòmbia | 0-2 | Xile                       |
| -------- | --- | -------------------------- |
|          | Detalls (CONMEBOL) Detalls (CONCACAF) L'inici del segon temps es retarda dues hores a causa de les condicions climàtiques. | Aránguiz 7' Fuenzalida 11' |

### 3r i 4t lloc
| Estats Units | 0-1                                   | Colòmbia  |
| ------------ | ------------------------------------- | --------- |
|              | Detalls (CONMEBOL) Detalls (CONCACAF) | Bacca 31' |

### Final
| Argentina                            | 0-0                                   | Xile                                             |
| ------------------------------------ | ------------------------------------- | ------------------------------------------------ |
|                                      | Detalls (CONMEBOL) Detalls (CONCACAF) |                                                  |
| Tanda de penals                      |                                       |                                                  |
| Messi · Mascherano · Agüero · Biglia | 2–4                                   | Vidal · Castillo · Aránguiz · Beausejour · Silva |

## Resultat
| Copa Amèrica 2016 |
| ----------------- |
| Xile              |
| Xile Segon títol  |

## Estadístiques

### Golejadors
6 gols
- Eduardo Vargas

5 gols
- Lionel Messi

4 gols
- Gonzalo Gerardo Higuaín

3 gols
- Philippe Coutinho
- Clint Dempsey
- Alexis Sánchez

2 gols
- Érik Lamela
- Ezequiel Lavezzi
- Renato Augusto
- Carlos Bacca
- James Rodríguez
- Enner Valencia
- Blas Pérez
- Salomón Rondón
- Edson Puch
- José Pedro Fuenzalida
- Arturo Vidal

1 gol
- Sergio Agüero
- Éver Banega
- Víctor Cuesta
- Ángel Di María
- Nicolás Otamendi
- Juan Carlos Arce
- Jhasmani Campos
- Gabriel
- Lucas Lima
- Frank Fabra
- Marlos Moreno
- Cristián Zapata
- Celso Borges
- Johan Venegas
- Michael Arroyo
- Jaime Ayoví
- Miller Bolaños
- Christian Noboa
- Antonio Valencia
- Jermaine Jones
- Bobby Wood
- Gyasi Zardes
- Graham Zusi
- James Marcelin
- Jesús Corona
- Javier Hernández
- Héctor Herrera
- Rafael Márquez
- Oribe Peralta
- Abdiel Arroyo
- Miguel Camargo
- Víctor Ayala
- Christian Cueva
- Edison Flores
- Paolo Guerrero
- Raúl Ruidíaz
- Mathías Corujo
- Diego Godín
- Abel Hernández
- Josef Martínez
- José Manuel Velázquez
- Charles Aránguiz

Autogols
- Frank Fabra (contra Costa Rica)
- Je-Vaughn Watson (contra Uruguai)
- Álvaro Pereira (contra Mexic)